# Освајачи олимпијских медаља у атлетици — 400 метара за жене
Освајачице олимпијских медаља у атлетици за жене у дисциплини 400 м, која је у програм Олимпијских игра уврштена 1996, приказане су у следећој табели са резултатима које су постигле.
| Дисциплина                  |                                                | Резултат     |                                            | Резултат |                                           | Резултат |
| Токио 1964. детаљи          | Бети Катберт · Аустралија                      | 52,0 ОР      | Ен Пакер · Уједињено Краљевство            | 52,2     | Џуди Амур · Аустралија                    | 53,4     |
| Мексико Сити 1968. детаљи   | Колет Бесон · Француска                        | 52,03        | Лилијан Борд · Уједињено Краљевство        | 52,12    | Наталија Печонкина · Совјетски Савез      | 52,25    |
| Минхен 1972. детаљи         | Моника Зерт · Источна Немачка                  | 51,08        | Рита Вилден · Западна Немачка              | 51,21    | Кети Хамонд · Сједињене Америчке Државе   | 51,64    |
| Монтреал 1976. детаљи       | Ирена Шевињска · Пољска                        | 49,28 СР, ОР | Кристина Бремер · Источна Немачка          | 50,51    | Елен Штрајт · Источна Немачка             | 50,51    |
| Москва 1980. детаљи         | Марита Кох · Источна Немачка                   | 48,88 ОР     | Јармила Кратохвилова · Чехословачка        | 49,46    | Кристина Латан · Источна Немачка          | 49,66    |
| Лос Анђелес 1984. детаљи    | Валери Бриско-Хукс · Сједињене Америчке Државе | 1:57,60      | Чандра Чизборо · Сједињене Америчке Државе | 1:58,63  | Кети Кук · Уједињено Краљевство           | 1:58,63  |
| Сеул 1988. детаљи           | Олга Бризгина · Совјетски Савез                | 48,65 ОР     | Петра Милер · Источна Немачка              | 49,45    | Олга Назарова · Совјетски Савез           | 49,90    |
| Барселона 1992. детаљи      | Мари Жозе-Перек · Француска                    | 48,83        | Олга Бризгина Уједињени тим¹               | 49,05    | Симена Рестрепо · Колумбија               | 49,64    |
| Атланта 1996. детаљи        | Мари Жозе-Перек · Француска                    | 48,25 ОР     | Кети Фримен · Аустралија                   | 48,63    | Фалилат Огункоја · Нигерија               | 49,10    |
| Сиднеј 2000. детаљи         | Кети Фриман · Аустралија                       | 49,11        | Лорен Грејам · Јамајка                     | 49,58    | Кетрин Мери · Уједињено Краљевство        | 49,72    |
| Атина 2004. детаљи          | Тоник Вилијамс-Дарлинг · Бахаме                | 49,41        | Ана Гевара · Мексико                       | 49,56    | Наталија Антјух · Русија                  | 49,89    |
| Пекинг 2008. детаљи         | Кристин Охуругу · Уједињено Краљевство         | 49,62        | Шерика Вилијамс · Јамајка                  | 49,69    | Сања Ричардс · Сједињене Америчке Државе  | 49,93    |
| Лондон 2012. детаљи         | Сања Ричардс-Рос · Сједињене Америчке Државе   | 49,55        | Кристин Охуруогу · Уједињено Краљевство    | 49,70    | Диди Тротер · Сједињене Америчке Државе   | 49,72    |
| Рио де Жанеиро 2016. детаљи | Шони Милер · Бахаме                            | 49,44        | Алисон Филикс · Сједињене Америчке Државе  | 49,51    | Шерика Џексон · Јамајка                   | 49,84    |
| Токио 2020. детаљи          | Шони Милер-Уибо · Бахаме                       | 48,36 САР 2  | Мерилејди Паулино Доминиканска Република   | 49,20    | Алисон Филикс · Сједињене Америчке Државе | 49,46    |
| Париз 2024. детаљи          | Мерилејди Паулино Доминиканска Република       | 48,17 ОР     | Салва Еид Насер Бахреин                    | 48,53    | Наталија Качмарек Пољска                  | 48,98    |
| Лос Анђелес 2028.           |                                                |              |                                            |          |                                           |          |

¹ Екипа СССР је наступила као Заједница независних држава под олимпијском заставом.
2 САР = Рекорд Северне, Централне Америке и Кариба у атлетици

## Биланс медаља
Стање после ЛОИ 2024.
Медаље су освајале представнице 17 земаља. У екипној конкуренци најуспешније су биле Францускиње и Бахамљанке са по 3 златне медаље, а у појединачној Мари Жозе-Перек из Француске и Шони Милер-Уибо са Бахама са по две златне медаље. Укупно највише медаља, и то шест, освојиле су представнице Сједињених Америчких Држава.
У овој дисциплини на Олимпијским играма оборен је један светски, и 6 олимпијских рекорда. Светски рекорд поставила је Ирена Шевињска из Пољске, када је на ЛОИ 1976. у Монтреалу истовремено оборила светски и олимпијски рекорд.
|     | Држава                    | Злато | Сребро | Бронза |    |
| --- | ------------------------- | ----- | ------ | ------ | -- |
| 1.  | Француска                 | 3     | 0      | 0      | 3  |
| 1.  | Бахаме                    | 3     | 0      | 0      | 3  |
| 3.  | Сједињене Америчке Државе | 2     | 2      | 4      | 8  |
| 4.  | Источна Немачка           | 2     | 2      | 2      | 6  |
| 5.  | Аустралија                | 2     | 1      | 1      | 4  |
| 6.  | Уједињено Краљевство      | 1     | 3      | 2      | 6  |
| 7.  | Доминиканска Република    | 1     | 1      | 0      | 2  |
| 8.  | Совјетски Савез           | 1     | 0      | 2      | 3  |
| 9.  | Пољска                    | 1     | 0      | 1      | 2  |
| 10. | Јамајка                   | 0     | 2      | 1      | 3  |
| 11. | Чехословачка              | 0     | 1      | 0      | 1  |
| 11. | Мексико                   | 0     | 1      | 0      | 1  |
| 11. | Уједињени тим             | 0     | 1      | 0      | 1  |
| 11. | Западна Немачка           | 0     | 1      | 0      | 1  |
| 11. | Бахреин                   | 0     | 1      | 0      | 1  |
| 16. | Русија                    | 0     | 0      | 1      | 1  |
| 16. | Колумбија                 | 0     | 0      | 1      | 1  |
| 16. | Нигерија                  | 0     | 0      | 1      | 1  |
|     | Укупно 18 земаља          | 16    | 16     | 16     | 48 |